# Centris rhodadelpha
Centris rhodadelpha är en biart som beskrevs av Cockerell 1939. Centris rhodadelpha ingår i släktet Centris och familjen långtungebin. Inga underarter finns listade.